# Jakob Friedrich Kleinknecht
Jakob Friedrich Kleinknecht (baptisé le 8 avril 1722 à Ulm – mort le 11 août 1794 à Ansbach) est un compositeur et maître de chapelle allemand.

## Biographie
Jakob Friedrich Kleinknecht est issu d'une famille de musiciens. Son père, Johann Kleinknecht (1676-1751), était depuis 1712 vice-organiste à la cathédrale d'Ulm et ses frères Johann Wolfgang (1715-1786) et Johann Stephan (1731-?) étaient musiciens aux cours de Bayreuth et d'Ansbach. Un fils de Jakob Friedrich Kleinknecht, Christian Ludwig Kleinknecht, poursuivra cette tradition.
En 1737, il obtient un emploi comme musicien de cour de la chapelle de l'évêque d'Eichstätt (ce qui a entrainé sa conversion au catholicisme). En 1743 (à nouveau protestant), il est flûtiste de la chapelle de cour de Bayreuth, où son frère Johann Wolfgang était maître de concert. En 1747 il est violiniste. En 1748 sont publiées ses premières compositions (6 sonates pour flûte) . En 1763 il est nommé „Hofcompositeur“ (compositeur de la cour). En 1764, il devient directeur de la musique de la chapelle de la cour. En 1769, il s'établit à Ansbach où il décède en 1794 alors qu'il porte le titre de „Königlich-Preußischer Capellmeister“ (maître de chapelle royal de Prusse).

## Œuvres
Jakob Friedrich Kleinknecht a écrit surtout de la musique de chambre (sonates et sonates en trio) mais aussi des œuvres concertantes et plusieurs symphonies. On lui connaît plus de 100 pièces de musique de chambre. Sur le plan du style, la musique de Kleinknecht se situe entre le baroque et le classique.
- 6 sonates pour flûte et continuo op. 1
  - no 1 en ut majeur
  - no 2 en mi mineur
  - no 3 en do majeur
  - no 4 en sol majeur
  - no 5 en la mineur
  - no 6 en si mineur